# Скоморовский, Борис Александрович
Борис Александрович Скоморовский (при рождении — Борис Шаевич (Исаевич) Брейтман; 23 августа 1894, Кишинёв, Бессарабская губерния — 1965, Нью-Йорк) — журналист, публицист, переводчик и издатель русского зарубежья, социал-демократ (меньшевик), секретарь ЦК Российской социал-демократической рабочей партии (РСДРП объединённая, 1917—1922).

## Биография
Родился 23 августа 1894 года в Кишинёве. Его мать София Осиповна Скоморовская (1866—1948), учительница, была учредительницей частной еврейской гимназии для девочек (1890) и вечерней мужской еврейской школы с обучением на русском языке в Кишинёве; отец — кишинёвский мещанин Исай Гершевич (Шая Герш-Берович) Брейтман, выпускник Екатеринославской гимназии, во время учёбы в Санкт-Петербургском университете в 1886 году входил в группу революционеров–народников, в силу чего был отчислен и выслан в Кишинёв, занимался галантерейной торговлей, до 1940 года владел магазином дамских шляпок и галантереи, а также ателье обуви на улице Александровской (позже Короля Карола Первого), № 48 (отец умер перед войной, мать эвакуировалась с младшим сыном Иосифом Александровичем Скоморовским (1902—?), адвокатом и учителем, в Андижан, после войны жила в Черновцах). 
В 1913 году окончил Кишинёвскую 2-ю гимназию, работал учителем в возглавляемой его матерью Кишинёвской частной женской гимназии и в этот период сменил имя на Бориса Александровича Скоморовского. Высшее образование получил во Франции, с 1913 года состоял членом четвёртой секции Социалистической федерации департамента Сена, но в 1914 году в связи с началом Первой мировой войны был вынужден покинуть Францию. Принимал участие в революционных событиях 1917 года, был секретарём Центрального комитета объединённой РСДРП (партии меньшевиков) до её роспуска в 1922 году. 
В 1921 году вернулся в Париж, в 1922—1924 годах жил в Берлине, где осенью 1922 года основал издательство «Волга» (1922—1926) — в этом издательстве, в частности, была отдельной книгой издана поэма Петра Потёмкина (с которым Скоморовский был знаком по Кишинёву) «Зелёная шляпа». В этом же издательстве в переводе под редакцией самого Скоморовского вышла «Европа без мира» Франческо Саверио Нитти (1922) и в авторизованном переводе с рукописи книга Карла Каутского «Пролетарская революция и её программа», после чего оно переключилось главным образом на иллюстрированную детскую литературу (здесь, например, публиковались детские книги Юрия Офросимова). В 1923 году издательство и сам Скоморовский были упомянуты в «Секретном бюллетене» Главного управления по делам литературы и издательств, где указывалось, что по сведениям ГПУ и Главлита Скоморовский возможно был связан с эсеровскими и меньшевистскими кругами, и рекомендовалось дальнейшее расследование его деятельности. 
В ноябре 1924 года членство Бориса Скоморовского в Социалистической федерации (на сей раз пятой секции департамента Сена) было восстановлено. Был связан с лидером Французской секции Рабочего интернационала Жаном Зиромским и движением Социалистической битвы (La Bataille Socialiste). С 1927 года учился в докторантуре Практической школы высших исследований в Париже, где училась и его жена Роза, также уроженка Кишинёва. В 1932 году был казначеем избирательной комиссии пятой секции Социалистической федерации. До 1940 года состоял членом Заграничной Делегации Российской социал-демократической рабочей партии (10 января 1939 года выступил докладчиком на партийном совещании ЗД в Париже).
Борис Скоморовский и его жена Роза Скоморовская (1895—?) по испанским визам прибыли из Кишинёва (Румыния) в Марсель, где 9 мая 1940 года получили американские визы. 4 октября того же года они отправились из Лиссабона в Нью-Йорк (куда прибыли 13 октября того же года) на трансатлантическом лайнере SS Neа Hellas. Был американским корреспондентом газет «Toronto Herald» (на английском языке, Торонто) и «Le Jour» (на французском языке, Монреаль), сотрудничал в газетах «France-Amérique» и «Pour la Victoire» (обе на французском языке, Нью-Йорк), «New York Herald Tribune», «Новое русское слово», «Вестник» (Торонто) и «Русский голос», публиковался в различных североамериканских русскоязычных периодических изданиях. Жил в Нью-Йорке в Морнингсайд-Хайтс в соседних квартирах с журналистом и меньшевиком А. А. Юговым, с которым был дружен и сотрудничал. Одновременно служил переводчиком в компании E. B. Badger and Sons в Кембридже (Массачусетс).
В 1944 году совместно с Э. Г. Моррисом опубликовал книгу «Осада Ленинграда: сага о величайшей осаде всех времён, рассказанная на основании писем, документов и историй смелых людей, выстоявших в ней» («The Siege of Leningrad») — первая на английском языке книжная публикация о блокаде Ленинграда.
После войны и до конца жизни был директором русской секции редакционного отдела ООН, много времени проводил в Женеве и других европейских городах. Как бывший сотрудник Коминтерна находился под наблюдением ФБР (1947), но никаких улик в пользу антиамериканской деятельности обнаружено не было. Сохранилась его переписка с политиками Винченцо Каролло (1948—1963), Жаном Зиромским (1944—1960) и Павлом Аксельродом.

## Семья
Мать — София Осиповна (Сара Иосифовна) Скоморовская (1866—1948), выпускница Житомирской гимназии ведомства императрицы Марии, в 1889 году поселилась в Кишинёве, где в 1890 году основала частное еврейское женское училище (с 1906 года гимназия) в доме Кушковского на углу улиц Галбенской и Николаевской, где также преподавала русский язык (с 1897 года училище располагалось в собственном доме С. О. Скоморовской на улице Семинарской, № 39; в это время в нём обучались 233 ученицы, в 1908 году 285 учениц); в 1900 году при училище был организован детский сад, в 1903 году дневной приют. В 1894 году С. О. Скоморовская открыла также субботнюю вечернюю еврейскую мужскую школу, в которой в 1896 году было 105 учащихся; была членом музейной комиссии Бессарабского общества естествоиспытателей. После закрытия гимназии в 1926 году некоторое время жила у сына в Париже, вернувшись в Кишинёв работала в обществе ОРТ.

## Публикации
- Boris Skomorovsky, Emanuel Goldsmith Morris. The Siege of Leningrad. The saga of the greatest siege of all time as told by the letters, documents, and stories of the brave people who withstood it. E. P. Dutton & Company, New York, 1944. — 196 pp.